# Ranpur (stato)
Lo Stato di Ranpur fu uno stato principesco del subcontinente indiano, avente per capitale la città di Ranpur.

## Geografia
Lo stato era interamente circondato, ad ovest dallo stato di Nayagarh ed in tutte le altre direzioni dal distretto di Puri. Era molto vicino alle coste marittime, ma non ne disponeva di proprie.

## Storia

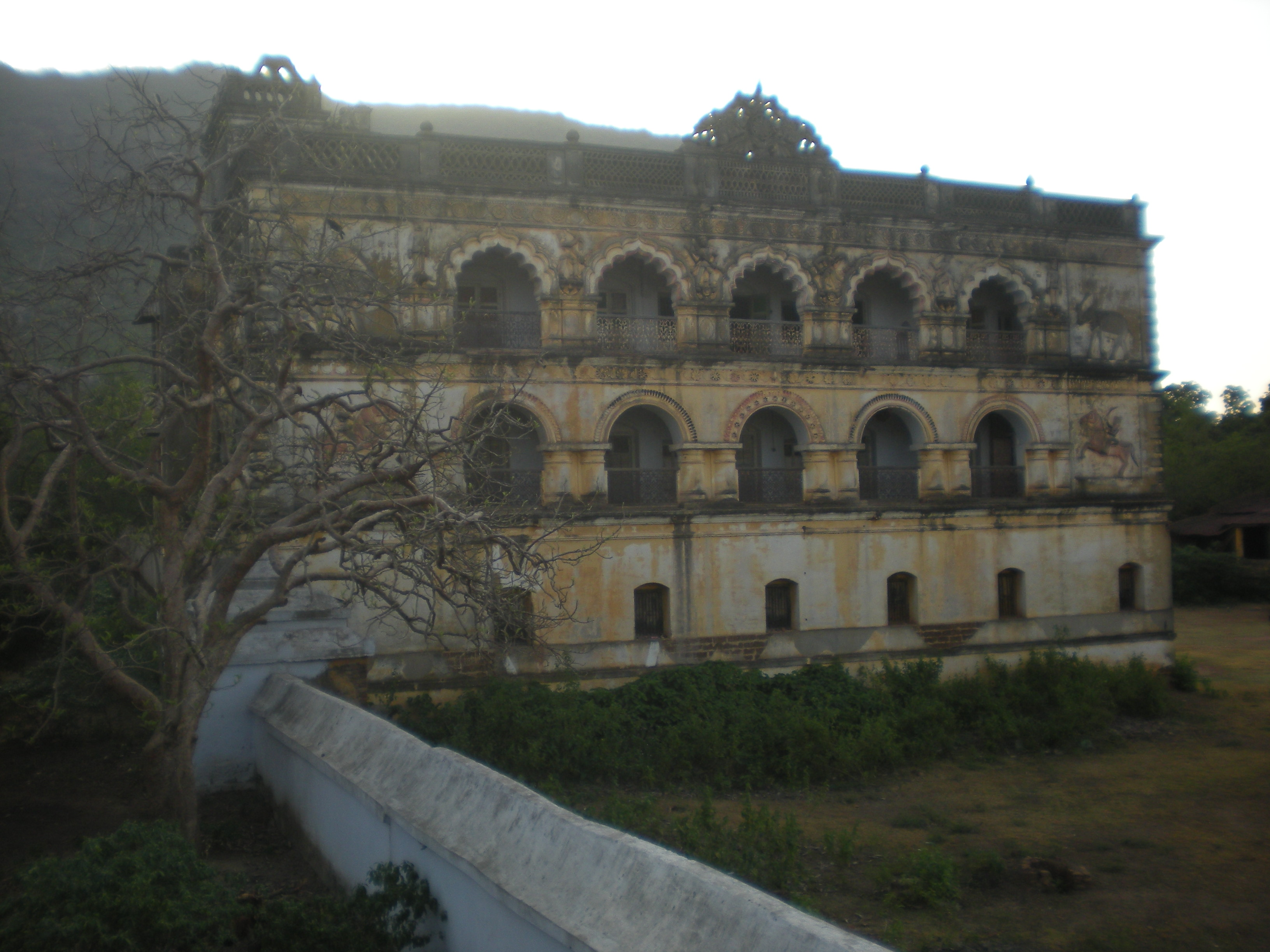
Il palazzo dei raja di Ranpur, oggi abbandonato.

Secondo la tradizione locale, lo stato di Ranpur aveva origini molto antiche, addirittura prima di Cristo quando il suo fondatore, un cacciatore di nome Basara Basuk sconfisse un demone gigante di nome Ranasura e si stabilì in quell'area. Il nome della zona sembra derivare proprio dal mostro sconfitto.
Lo stato documentato venne fondato nel 1683 quando Narayan ottenne il titolo di Narendra dagli imperatori della dinastia del Gange occidentale, in particolare da Ananga Bhimadeva per l'assistenza prestatagli in battaglia.
Lo stato divenne un protettorato britannico nel 1803 dopo la sconfitta dei maratha nella seconda guerra anglo-maratha. L'ultimo raja di Ranpur siglò l'ingresso nell'Unione Indiana il 1º gennaio 1948.

## Governanti
I regnanti di Ranpur avevano il titolo di raja.

### Raja
- Narayan Narendra (1683–1692)
- Ramachandra Narendra (1692–1727)
- Sarangadhar Bajradhar Narendra (1727–1754)
- Narsingh Bajradhar Narendra (1754–1789)
- Brujdaban Bajradhar Narendra (1789–1821)
- Brajsundar Bajradhar Narendra (1821–1842)
- Benudar Bajradhar Narendra Mahapatra (1842–12 luglio 1899)
- Birbar Krishna Chandra Narendra Mahapatra (12 luglio 1899–21 giugno 1945)
- Brajendra Chandra Singh Deo Bajradhar Narendra Mahapatra (21 giugno 1945 – 1 gennaio 1948)